# Jacob Brandsma
Jacob Brandsma (Amsterdam, 16 augustus 1898 - Amsterdam, 16 mei 1976) was een Nederlands roeier. Eenmaal nam hij deel aan de Olympische Spelen, maar won bij die gelegenheid geen medaille.
Op de Olympische Spelen van 1924 in Parijs maakte Brandsma op 25-jarige leeftijd zijn olympisch debuut op het roeionderdeel vier met stuurman. De roeiwedstrijden vonden plaats op een recht gedeelte van de rivier de Seine bij Argenteuil. De Nederlandse ploeg behaalde een tijd van 7.08,0 in de eliminatieronde en drong hiermee door tot de finale. In de finale viel de boot uit. Volgens de overlevering moest de Nederlandse roeiploeg voor de start lange tijd in de brandende zon wachten en raakte de slagroeier Dirk Fortuin buiten bewustzijn toen men in eerste positie lag.
Brandsma was aangesloten bij roeivereniging De Amstel in Amsterdam. Van beroep was hij procuratiehouder. Zijn broer  Jo Brandsma was ook roeier, ze werden in 1924 samen Europees kampioen.

## Palmares

### roeien (vier zonder stuurman)
- 1925:  EK in Praag

### roeien (vier met stuurman)
- 1924: DNF OS
- 1924:  EK in Zürich

Jo Brandsma · 
Jacob Brandsma · 
Dirk Fortuin · 
Jean van Silfhout · 
Louis Dekker (stuurman)